# Lonicera oblata
Lonicera oblata là một loài thực vật có hoa trong họ Kim ngân. Loài này được K.S. Hao ex P.S. Hsu & H.J. Wang mô tả khoa học đầu tiên năm 1979.